# Kyriena Siloti
Kyriena Siloti (* 23. Februar 1895 in Antwerpen; † 28. Juli 1989 in New York City) war eine US-amerikanische Musikpädagogin.
Die Tochter des Komponisten und Pianisten Alexander Siloti hatte Klavierunterricht bei ihrem Vater und bei ihrer Mutter Vera Tretjakova, einer Schülerin von Nikolai Rimski-Korsakow. Außerdem studierte sie am Sankt Petersburger Konservatorium Komposition bei Alexander Glasunow.
1927 ging Siloti nach New York. Hier gab sie privaten Klavierunterricht und unterrichtete bis zu ihrem 93. Lebensjahr an der New School in Cambridge. Zu ihren Schülern zählten Leonard Lehrman und Eugene Istomin. Als Musikpädagogin gab sie die russische Tradition des Klavierspiels in den USA weiter.